# Реуцелул-Ноу
Реуцелул-Ноу (рум. Răuțelul Nou) — село у Фалештському районі Молдови. Входить до складу комуни, адміністративним центром якої є село Хіліуць.

## Населення
За даними перепису населення 2004 року у селі проживали 222 особи.
Національний склад населення села:
| Національність       | Кількість осіб | Відсоток   |
| -------------------- | -------------- | ---------- |
| молдавани румуни     | 159 1          | 71,6% 0,5% |
| українці             | 36             | 16,2%      |
| росіяни              | 20             | 9,0%       |
| поляки               | 1              | 0,5%       |
| інша / без відповіді | 5              | 2,3%       |
| Всього               | 222            | 100%       |